# Le ravissement de Psyché
O rapto de Psiquê (em francês Le ravissement de Psyché) é uma obra de William-Adolphe Bouguereau, feita em 1895, e que representa o Cupido e Psiquê. Encontra-se atualmente em uma coleção privada e se desconhece sua localização atual.

## História Mitológica
Vênus, a deusa do amor, em um ataque de ciúmes por causa da beleza de Psiquê, pede a seu filho Cupido que usasse uma de suas flechas para fazer com que Psiquê caísse de amor pela criatura mais horrenda da terra. Quando o Cupido estava prestes a realizar o desejo de sua mãe, uma de suas flechas caiu acidentalmente e o atingiu fazendo com que este se apaixonasse por Psiquê.

## Descrição da obra
O quadro mostra o Cupido abraçado ao corpo de Psiquê e levando-a ao outro mundo para torná-la sua esposa, Psique aparece com umas asas de mariposa, isto significa que alcançou a imortalidade, sua expressão facial é de alegria e felicidade, sue corpo parece flexível e brando. Os braços do Cupido abraçam estreitamente Psiquê transmitindo uma mensagem de posse, enquanto que Psiquê representa a entrega total ao amor.